# Cantua buxifolia
Cantua buxifolia és una espècie d'arbust perenne molt raïmficat i d'aspecte molt vistós que mesura entre els 2 i 3 m d'alt. Les seves petites fulles són aspres, alternes i tenen forma lanceolada-el·líptiques. Les seves flors no tenen olor, creixen en raïms terminals, amb corona tubular, calze, curt i colors molt cridaners, generalment blanc, groc, rosat i vermell intens.
Des d'èpoques prehispàniques els pobladors andins han admirat i rendit culte a les muntanyes sagrades o apus que protegeixen els seus territoris, i fins i tot fins al dia d'avui alguns pobles mantenen el costum de venerar-los, posant flors de Cantua en els seus vessants per a representar l'apreciació i devoció per dites muntanyes sagrades.
La cantua és la flor nacional del Perú i juntament amb el patujú és també la Flor Nacional de Bolívia. Se sap que els incas van quedar impressionats per la seva gran bellesa promovent el cultiu de la cantua en tots els seus dominis, consagrant-la al déu Sol (Inti) d'allí que també se'l coneix com "La Flor Sagrada dels Inques".